# Damien Perquis
Damien Perquis (10 d'abril de 1984 a Troyes) és un futbolista professional polonès d'ascendència francesa que actualment juga pel Toronto FC.
És un defensa central que va eixir del planter del Troyes AC. Ell va jugar en la segona lliga francesa amb el Troyes AC durant 2 dos anys, on va ser reconegut com un dels millors defenses de la lliga. En el 2005, va signar pel club AS Saint-Étienne de la Ligue 1 com un jugador amb fitxa lliure. Per dos anys no va poder deixar una bona impressió en el club i va ser cedit al Sochaux. Després d'alguns problemes inicials ell finalment va abastar un bon estat de forma i ara forma part regularment de les alineacions titulars del Sochaux. En el 2008 el FC Sochaux-Montbéliard va comprar l jugador.